# Antti Muurinen
Antti Muurinen (Valkeakoski, 4 marzo 1954) è un allenatore di calcio finlandese.

## Carriera
Iniziò la sua carriera nel Kontu, proseguì nel Kuusysi e nella stagione 1998, giunse con il HJK Helsinki ai gironi di Champions League.
Muurinen è stato il commissario tecnico della Nazionale di calcio finlandese dal 2000 al 2005.
Dopo essere stato esonerato in seguito alla sconfitta per 4 a 0 contro i Paesi Bassi, è diventato l'allenatore del Lahti, in Veikkausliiga.
Prima del termine della stagione 2007, accettò l'incarico di allenatore del HJK Helsinki.

## Palmarès

### Allenatore

#### Competizioni nazionali
- Campionato finlandese: 7

Kuusysi: 1989, 1991
HJK: 1997, 2009, 2010, 2011, 2012
- Coppa di Finlandia: 3

HJK: 1998, 2008, 2011
- Liigacup: 2

HJK: 1997, 1998